# Quentin Pacher
Quentin Pacher, né le 6 janvier 1992 à Libourne (Gironde), est un coureur cycliste français. Il est membre de l'équipe Groupama-FDJ.

## Biographie

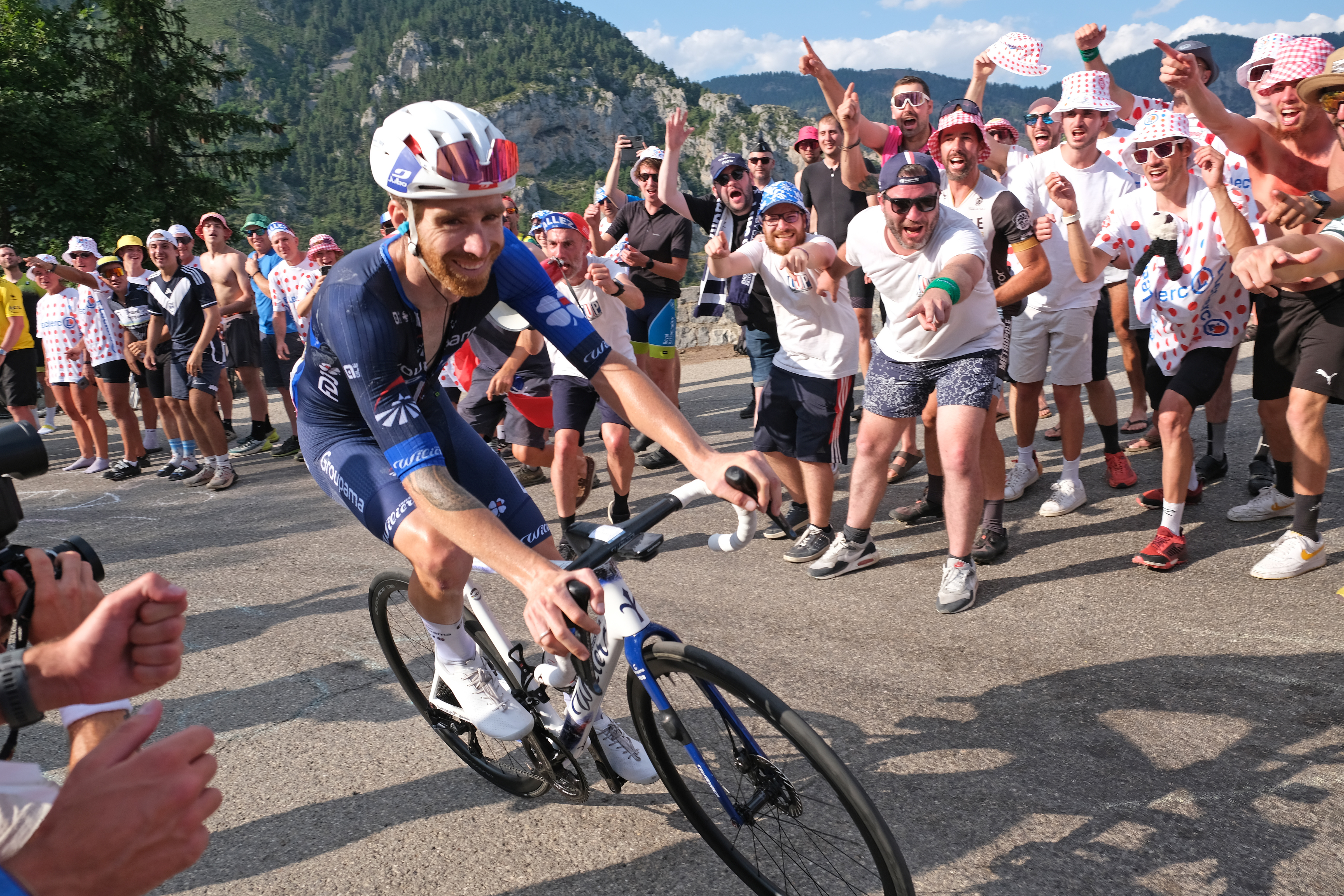
Quentin Pacher - Tour de France 2024 - 20e étape.

Quentin Pacher commence le cyclisme au sein de l'EVCC Bergerac en première année minimes (moins de 15 ans). Chez les cadets (moins de 17 ans), il est notamment champion d'Aquitaine de cyclo-cross en 2006 et champion de Dordogne sur route en 2006 et 2007. En 2009, il devient champion d'Aquitaine sur route juniors (moins de 19 ans).
De 2011 à 2013, il court sous les couleurs de l'Entente Sud Gascogne. Bon grimpeur, il remporte notamment une étape de la Ronde de l'Isard et s'illustre dans le calendrier amateur français. Il passe ensuite professionnel en 2015 dans l'équipe cycliste Armée de Terre, après une saison passée à l'AVC Aix-en-Provence. En 2016, il intègre la formation Delko-Marseille Provence-KTM.
Au mois d'août 2017, il s'engage pour 2018 avec la nouvelle équipe continentale professionnelle Vital Concept, créée par Jérôme Pineau. Il obtient plusieurs places d'honneur en début de saison : cinquième du Sharjah Tour, huitième du Tour du Haut-Var, dixième du Tour La Provence et de la Volta Limburg Classic. En avril, une chute lors de la Flèche wallonne lui cause une fracture d'un doigt et le rend indisponible plusieurs semaines. En juin, il obtient sa première victoire chez les professionnels lors de la cinquième étape du Tour de Savoie Mont-Blanc, après une échappée solitaire de 60 km.
Il prend le départ de son premier Tour de France à la fin du mois d'août 2020. En septembre, il fait partie de la sélection française qui décroche le titre mondial avec Julian Alaphilippe lors des championnats du monde d'Imola.
Son contrat avec B&B Hotels p/b KTM se termine en 2021. En août 2021 est annoncé son recrutement par l'équipe World Tour Groupama-FDJ. Il a un engagement pour deux saisons et a pour objectifs d'aider Thibaut Pinot ainsi que jouer ponctuellement sa carte lors de certaines épreuves.
En juin 2022, Pacher doit renoncer à prendre le départ de la septième étape du Tour de Suisse en raison d'un test positif au SARS-CoV-2. Sélectionné pour le Tour d'Espagne, il termine à quatre reprises dans les 10 premiers d'une étape et a comme meilleur résultat une deuxième place lors de la dix-septième étape derrière Rigoberto Urán. Une chute le contraint à l'abandon durant la dix-huitième étape.
Quentin Pacher prolonge son contrat de deux ans avec la formation Groupama-FDJ avant l’été 2025. La même année, il participe une nouvelle fois au Tour de France qui passe à Castanet-Tolosan sur ses routes d’entraînement lors de la onzième étape,.

## Palmarès

### Palmarès amateur
- 2009
  - Champion d'Aquitaine juniors
- 2010
  - Trophée de la ville de Châtellerault
  - 1re étape du Tour du Pays d'Olliergues
  - 2e du Tour du Pays d'Olliergues
  - 2e du Circuito Cántabro Junior
- 2012
  - Grand Prix d'ouverture d'Albi
  - 3e étape de la Ronde de l'Isard
  - 3e du championnat d'Aquitaine
  - 3e du Tour de Cantabrie
- 2013
  - Tour des Landes :
    - Classement général
    - 2e étape (contre-la-montre par équipes)
- 2014
  - 2e étape des Boucles du Haut-Var
  - Grand Prix de Carcassonne
  - 2e du Grand Prix d'ouverture d'Albi
  - 2e du Grand Prix de la ville de Nogent-sur-Oise
  - 3e des Boucles catalanes
  - 3e du Trophée des Bastides
- 2015
  - 3e du Tour de Basse-Navarre

### Palmarès professionnel
- 2018
  - 5e étape du Tour de Savoie Mont-Blanc
  - 2e de la Famenne Ardenne Classic
- 2019
  - 2e du Circuit de la Sarthe
- 2021
  - 9e de la Bretagne Classic
- 2024
  - 8e de l'Amstel Gold Race

## Résultats sur les grands tours

### Tour de France
5 participations
- 2020 : 53e
- 2021 : 35e
- 2023 : 63e
- 2024 : 46e
- 2025 : 45e

### Tour d'Italie
1 participation
- 2025 : 64e

### Tour d'Espagne
2 participations
- 2022 : abandon (18e étape)
- 2024 : 21e

## Classements mondiaux
| Année                                 | 2012 | 2013 | 2014 | 2015 | 2016 | 2017 | 2018 | 2019 | 2020 | 2021 | 2022 | 2023 | 2024 |
| ------------------------------------- | ---- | ---- | ---- | ---- | ---- | ---- | ---- | ---- | ---- | ---- | ---- | ---- | ---- |
| Classement mondial                    |      |      |      |      | 411e | 462e | 191e | 200e | 292e | 306e | 171e | 497e | 127e |
| UCI Europe Tour                       | 903e | nc   | 750e | 490e | 226e | 340e | 110e | 166e | 240e | 259e | 140e | nc   | 100e |
| UCI Asia Tour                         | nc   | nc   | nc   | nc   | nc   | 225e | 176e |      |      |      |      |      |      |
|                                       |      |      |      |      |      |      |      |      |      |      |      |      |      |
| Légende : nc = non classéSource : UCI |      |      |      |      |      |      |      |      |      |      |      |      |      |